# 에테스투파

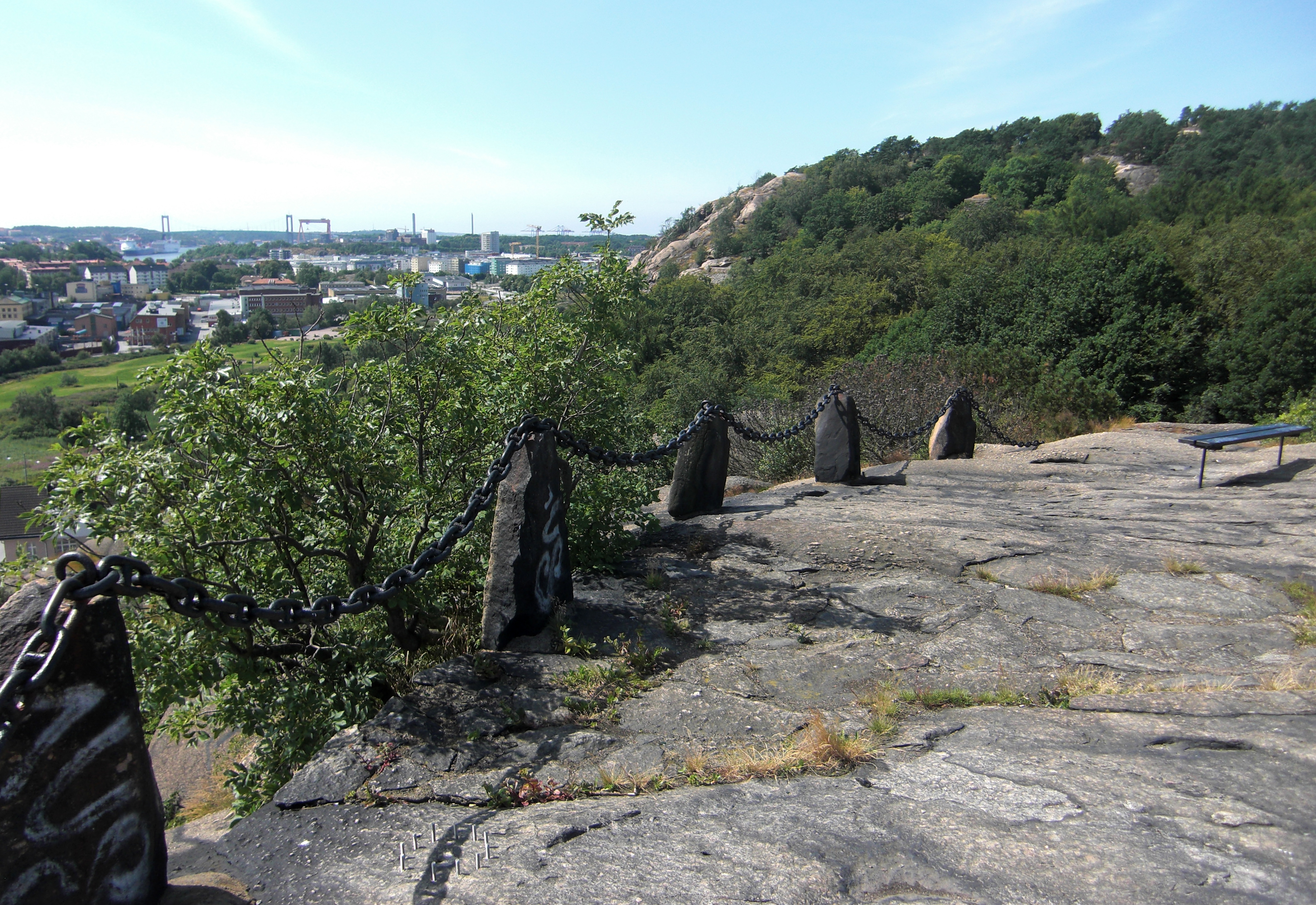

에테스투파(Ättestupa)라는 이름이 붙은 절벽이 스웨덴, 노르웨이, 아이슬란드 각지에 다수 존재한다. 그 의미는 “친족/씨족 낭떠러지”라는 뜻이다. 그 이름 때문에 고대 노르드인 사회에서 더 이상 밥값을 하지 못하고 쓸모가 없어진 노인들이 투신하거나 또는 투신당하는 식으로 노인살해가 이루어지던 장소가 아니냐는 추측과 민담이 있다.

## 같이 보기
- 안락사
- 우바스테야마
- 고려장